# Ermita de la Virgen de los Dolores (Letux)
La ermita de la Virgen de los Dolores es una ermita barroca situada en la localidad zaragozana de Letux (España). Se encuentra fuera de la localidad, junto a la carretera entre Letux y Lagata. Se trata de un edificio construido con mampostería, con sillares en las esquinas y ladrillo en los rafes, cúpula y linterna, que data del primer tercio del siglo XVIII, gracias a las aportaciones de los vecinos de la localidad. Fue restaurada tras la Guerra civil española.
Cuenta con una sola nave de tres tramos, con bóveda de medio punto con lunetos. El crucero cuenta con tres ábsides semicirculares de planta semicircular y bóveda de horno, uno de ellos es el altar mayor. Tiene una cúpula hemiesférica con linterna, con el cimborrio octogonal. Cuenta con capillas laterales. El altar mayor está presidido por una imagen de la Piedad. Tiene una espadaña con una campana.
A esta ermita se va en romería y se celebra una Misa todos los 28 de abril. La imagen de la virgen no se toca ni se saca de la ermita desde que en 1927, un año de sequía, todos los pueblos de la zona sacaron imágenes de vírgenes para pedir lluvia. No llovió hasta que salió la Virgen de los Dolores de esta ermita. A ella está dedicada una copla.